# Sólová kytara
Sólová kytara je kytarový part, který hraje melodii, sóla anebo pouze zvýrazňuje rytmickou sekci. Kytarista, hrající tento part, se nazývá sólový kytarista
Sólovou kytaru využívají hlavně styly typu rock, heavy metal, blues, jazz nebo pop. Sólová kytara často spolupracuje s rytmickou kytarou (hrající akordy a riffy), ke kterým přidává své linky.
Sóloví kytaristé využívají stupnice, módy, arpeggio, licky a riffy k vytváření svých linek. Cílem je vložit melodii na rytmické pozadí (tvořené většinou bubny, basou a rytmickou kytarou či jinými nástroji). Proto by měla mít kytara silnější zvuk, větší sustain a celkově být víc pronikavá. Sólové kytary využívají často velmi zkresleného zvuku. Někdy se o sólové kytaře tvrdí, že "zpívá".

## Známí sóloví kytaristé
- Slash – Guns N' Roses
- Dave Murray – Iron Maiden
- Michael Weikath – Helloween
- Angus Young – AC/DC
- Kirk Hammett – Metallica
- Jimmy Page – Led Zeppelin
- Jimi Hendrix – The Jimi Hendrix Experience
- David Gilmour- Pink Floyd
- Ace Frehley – Kiss
- Richie Sambora – Bon Jovi
- Glenn Tipton – Judas Priest
- Tommy Thayer – Kiss
- Brad Delson – Linkin Park